# Claus Gatterer
Claus Gatterer, ursprünglich Klaus Gatterer (* 27. März 1924 in Sexten; † 28. Juni 1984 in Wien), war ein aus Südtirol (Italien) stammender Journalist, Historiker, Schriftsteller und Dokumentarfilmer. Als Ressortleiter der österreichischen Tageszeitung Die Presse und Chefredakteur der ORF-Sendereihe teleobjektiv wurde er in den 1960er- und 70er-Jahren einem breiten Publikum bekannt. In seiner Heimatregion gilt Gatterer aufgrund umfassender historischer Studien, in denen er die Geschichte Südtirols erstmals in einen überregionalen Kontext stellte, als Begründer einer transnationalen Geschichtsschreibung. Im Sinne seines publizistischen Engagements für die Belange von Minderheiten aller Art wird vom Österreichischen Journalisten Club seit 1985 der Prof. Claus Gatterer-Preis für sozial engagierten Journalismus vergeben.

## Leben

### Kindheit und Jugend in Südtirol
Claus Gatterer wurde als ältestes von neun Kindern einer Bergbauernfamilie in Sexten geboren. Seine Kindheits- und Jugendjahre wurden von den lebendigen Erinnerungen des Vaters an den Ersten Weltkrieg und die untergegangene Habsburgermonarchie wie auch durch die unmittelbare Italianisierungspolitik der italienischen Faschisten nachhaltig geprägt. Die Erinnerungen an diese Zeit verarbeitete Gatterer im 1969 erschienenen Roman Schöne Welt, böse Leut.
Die schulische Laufbahn führte Gatterer von der italienischen Grundschule in Sexten an das bischöfliche Knabenseminar Vinzentinum in Brixen, wo er 1943 maturierte. In Gatterers Gymnasialzeit fiel die Entscheidung seiner Familie, im Zuge des deutsch-italienischen Umsiedlungsabkommens (Option) 1939 nicht in das Deutsche Reich abzuwandern, sondern als italienische Staatsbürger den bäuerlichen Hof in Sexten weiter zu bewirtschaften. Gatterer inskribierte im Herbst 1943 infolgedessen an der Universität Padua als Student der Geschichte und Philosophie (lettere e filosofia), schloss dieses Studium allerdings nicht ab. Für seine umfassenden historischen Arbeiten der Folgejahre wurde ihm 1970 in Österreich der Berufstitel Professor verliehen.

### Journalistische Karriere in Österreich
Mit Kriegsende 1945 kehrte der 21-jährige Gatterer nach Südtirol zurück und betätigte sich als Journalist der Zeitungen Volksbote und Dolomiten am Aufbau der Südtiroler Volkspartei (SVP). Im Jänner 1948 übersiedelte Gatterer nach Österreich, wo er als Redakteur der Tiroler Nachrichten in Innsbruck eine journalistische Karriere begann. 1953 wechselte Gatterer mit Unterstützung des Journalisten Gerd Bacher zu den Salzburger Nachrichten. Die berufliche Zusammenarbeit mit Bacher beförderte die Karriere Gatterers in den Folgejahren nachhaltig. 1957 übersiedelte er nach Wien und wechselte in die Redaktion der Zeitung Bild-Telegraf; zeitgleich begann seine ständige Mitarbeit an der kulturpolitischen Monatszeitschrift FORVM (bis 1968). 1958 folgte Gatterer Bacher als stellvertretender Chefredakteur zur Tageszeitung Express. 1961 wurde er Leiter des Ressorts für Außenpolitik der Tageszeitung Die Presse.
Von 1967 bis 1972 arbeitete Gatterer als freier Schriftsteller und Journalist. In dieser Zeit verfasste er u. a. sein historisches Hauptwerk Im Kampf gegen Rom. Bürger, Minderheiten und Autonomien in Italien (1968) sowie mehrere Übersetzungen italienischer Autoren wie Emilio Lussu und Angelo Tasca. Als freier Mitarbeiter publizierte er journalistische Beiträge und Kommentare in zahlreichen Zeitschriften, darunter Die Furche, Die Zukunft (Wien), Die Zeit (Hamburg) und Il Mondo (Rom). Anfang der 1970er-Jahre schrieb Gatterer kurzzeitig für die Zeitschriften Kurier und Profil.
Bereits Ende der 1960er-Jahre hatte Gatterer erste Erfahrungen im Bereich des Dokumentarfilms gemacht. Unter der Generalintendanz Gerd Bachers wurde Gatterer 1972 ständiger Mitarbeiter beim Österreichischen Rundfunk (ORF). Ab 1974 leitete er für zehn Jahre die Sendereihe teleobjektiv, die sich mit fundierter Hintergrundberichterstattung der Aufdeckung von sozialen Missständen verschrieben hatte. Öffentliche Kontroversen, die von der Sendung ausgelöst worden waren, führten 1984 schließlich zur Einstellung der Sendereihe, aber auch zum persönlichen Bruch zwischen Gatterer und Bacher. Gatterer, der zu diesem Zeitpunkt bereits von einer schweren Krebserkrankung gezeichnet war, starb wenige Wochen nach Ausstrahlung der letzten Ausgabe von teleobjektiv im Juni 1984 in Wien. Auf persönlichen Wunsch wurde er in seiner Heimatgemeinde Sexten beigesetzt.

## Rezeption

### Zu Lebzeiten
Als Journalist, Buchautor und Dokumentarfilmer konnte Gatterer mit seinen Veröffentlichungen bereits in den 1960er- und 70er-Jahren in der medialen Öffentlichkeit Österreichs (zum Teil auch in Italien) eine relativ breite Resonanz erzielen. Sie reichte von intensiver Zustimmung bis hin zu offener Anfeindung: Ab dem Jahr 1966 wurde Gatterer für seine journalistischen und historiographischen Arbeiten mehrfach mit hochkarätigen Preisen ausgezeichnet. Die kontinuierlichen Anfeindungen, die durchwegs von nationalistischen Kreisen ausgingen, gipfelten 1982 in einer offenen Morddrohung österreichischer Neonazis.
Gatterers publizistischer Wirkungskreis eröffnete sich in einem ersten Schritt über die österreichische Presselandschaft. Hier etablierte sich Gatterer in den 1950er- und 60er-Jahren als Redakteur und Kommentator für Außenpolitik, wobei er sich speziell den Entwicklungen in Italien einschließlich der damals aktuellen Südtirolfrage widmete. Spätestens mit Publikation seines themenspezifischen Hauptwerks Im Kampf gegen Rom. Bürger, Minderheiten und Autonomien in Italien (1968) war er in österreichischen und deutschen Fachkreisen als Italien-Experte anerkannt und fungierte zeitweise als Südtirol-Berater führender österreichischer Staatspolitiker wie dem Außenminister und späteren Bundeskanzler Bruno Kreisky.
In Südtirol blieb Gatterers direkter Einfluss auf die Regionalpolitik verhältnismäßig gering. Die bedeutendste lokale Tageszeitung Dolomiten und die Führungsspitze der Südtiroler Volkspartei (SVP) gaben Gatterers Publikationen nur geringen medialen Vermittlungsspielraum. Für einzelne links-liberal gesinnte Regionalpolitiker wie Hans Benedikter und Egmont Jenny wirkte Gatterer allerdings bereits in seinen publizistischen Anfangsjahren als wichtige intellektuelle Bezugsperson.
Mit seinen Buchpublikationen zu den Verflechtungen der Geschichte Österreichs mit jener Italiens (1967 bis 1972) schuf Gatterer zudem erste regionalgeschichtliche Bezugspunkte für italienischsprachige Südtiroler. Diese Bezüge wurden in den 1980er-Jahren vom Verlag Praxis 3 in Bozen aufgegriffen, der Gatterers Werke postum ins Italienische übersetzte. Gatterers Publikation zu Cesare Battisti beeinflusste darüber hinaus den regionalgeschichtlichen Diskurs im Trentino. Mit zahlreichen Arbeiten bzw. Übersetzungen zu vielfältigen soziokulturellen Randgruppen wie den Kärntner Slowenen, den Sarden oder den Kulturen der Küstengebiete des Schwarzen Meeres konnte Gatterer punktuell immer wieder europäische Impulse setzen.
In den 1970er-Jahren entwickelte sich Gatterer sowohl als Journalist als auch als Historiker zu einer Bezugsperson für die 68er-Generation. Mit seinem Fernsehmagazin teleobjektiv prägte er junge ORF-Journalisten und Filmemacher wie Robert Dornhelm, Peter Huemer, Kurt Langbein und Elizabeth T. Spira, die nach dem Ableben Gatterers erfolgreiche Karrieren weiterverfolgen konnten. Als Historiker beeinflusste Gatterer vor allem die alternative Bewegung in Südtirol (Alexander Langer, Reinhold Messner, Leopold Steurer, Christoph von Hartungen), die Gatterer in erster Linie als Begründer einer weltoffenen Geschichtsschreibung in Südtirol, etwa zur lange vernachlässigten faschistischen und nationalsozialistischen Vergangenheit des Landes bzw. zu Themen der Arbeiterbewegung, rezipierten.

### Posthum

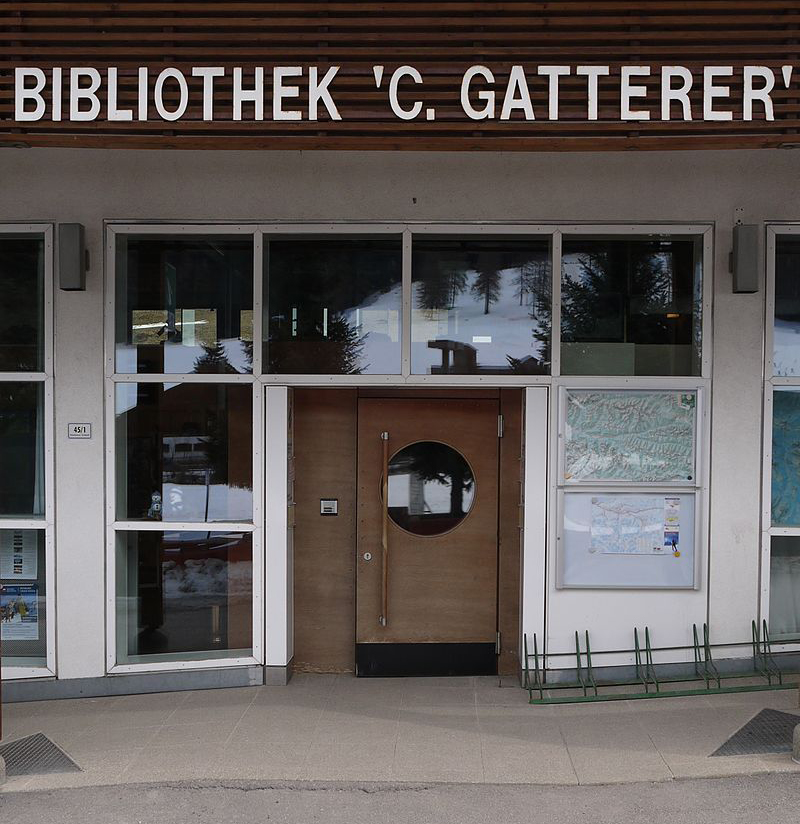
Bibliothek „Claus Gatterer“ in Sexten (2015)

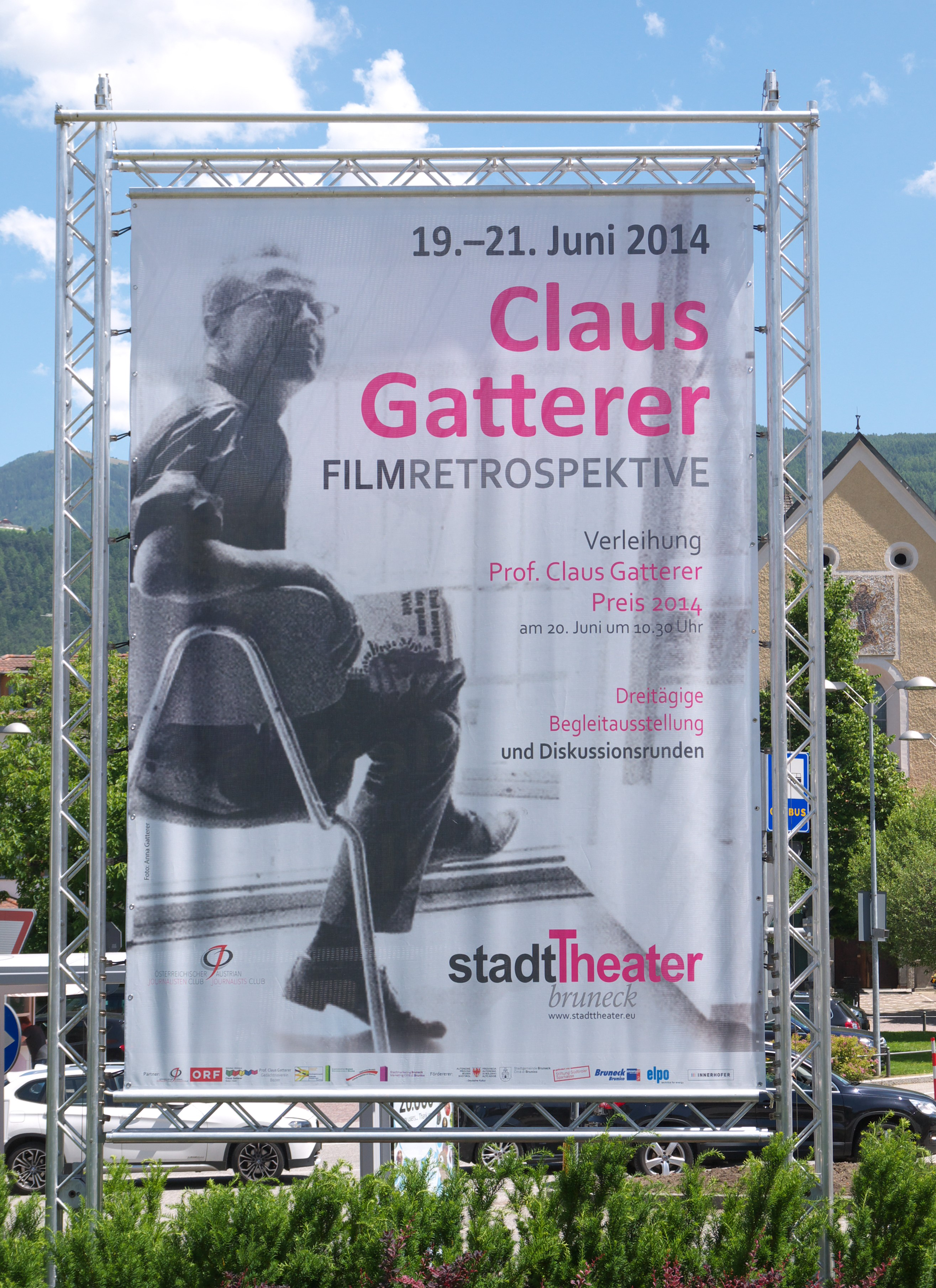
Werbetransparent der Claus Gatterer Filmretrospektive 2014 in Bruneck

Nach dem Tod Gatterers im Jahr 1984 wurde die Erinnerung an Leben und Werk im Wesentlichen von der 68er-Generation aus Gatterers unmittelbarem Umfeld weitergetragen. In Wien schuf der Österreichische Journalisten Club auf Vorschlag der ORF-Journalisten Hans Preiner und Fred Turnheim 1985 den Prof. Claus Gatterer-Preis, mit dem seither jährlich herausragende journalistische Arbeiten aus Österreich und Südtirol ausgezeichnet werden, die den publizistischen Leitmotiven Gatterers folgen. 1991 wurde auf Initiative der Südtiroler Michael-Gaismair-Gesellschaft erstmals ein Symposium zu Leben und Werk Claus Gatterers organisiert; 2004 folgte eine Veranstaltung am Institut für Politikwissenschaft der Universität Innsbruck. Im selben Jahr wurde der umfangreiche Dokumentennachlass Gatterers von den Erben der Gemeinde Sexten übergeben, die ihn seither in der Bibliothek Claus Gatterer aufbewahrt und der Forschung zugänglich macht.
Mit Veröffentlichung der ersten wissenschaftlichen Biographie zu Claus Gatterer durch den Südtiroler Publizisten Thomas Hanifle erweiterte sich der Kreis der Gatterer-Rezipienten 2005 erstmals auf jene Generation, die mit Gatterer nicht mehr persönlich bekannt gewesen war.
Im Juni 2014, anlässlich des 30. Todestages von Claus Gatterer, organisierte das Stadttheater Bruneck mit der dreitägigen Claus Gatterer Filmretrospektive die bis dato umfangreichste Veranstaltung zu Leben und Werk des Journalisten, Historikers und Dokumentarfilmers. Hierfür wurde Gatterers filmisches Schaffen erstmals fundiert aufbereitet und sein beruflicher und persönlicher Werdegang in Form einer Ausstellung präsentiert. Eine gekürzte, zweitägige Programmfassung wurde als Claus Gatterer Filmspecial im Dezember 2014 von Forschungsinstitut Brenner-Archiv und Leokino Cinematograph in Innsbruck veranstaltet. Im Herbst 2014 veröffentlichte der Verein Urania Meran das für Südtiroler Oberschulen konzipierte interaktive Ausstellungsprojekt gatterer9030. Die Projekte Claus Gatterer Filmretrospektive und Filmspecial bildeten indes die Grundlage für ein 2016 begonnenes Forschungsprojekt am Brenner-Archiv der Universität Innsbruck, welches in Zusammenarbeit mit der Gemeinde Sexten erstmals das umfangreiche Gesamtwerk Gatterers systematisch erforscht und aufbereitet.

### Zitate zu Person und Bedeutung Claus Gatterers
„Mit ihm hat Österreich einen der bedeutendsten Journalisten der Zweiten Republik verloren, und es werden viele sein, die um ihn trauern.“

„Claus Gatterer war ein wunderbarer Geschichtenerzähler, immer wieder hat er uns von seinem Dorf, seiner Familie, seinen Menschen erzählt. Das war für uns, die wir von ganz woanders herkamen, hochspannend. Der erste Gang, wenn ich in den ORF kam, war in sein Büro. Da saßen oft viele Junge und wir alle hörten Claus Gatterer zu, fragten nach seiner Meinung. Er war für uns nicht eine, sondern die Instanz.“

„Nach seinem Tode hat es in den 'Dolomiten' einen vielleicht gut gemeinten Nachruf gegeben, der mir aber ziemlich unpassend und unangemessen vorgekommen ist. Der höchst heimatverwurzelte Claus Gatterer wurde darin als eine entwurzelte Existenz apostrophiert, und mit einem Unterton von Genugtuung, wie mir schien, wurde gesagt, hier hätte ein unruhiger Geist endlich seine Ruhe gefunden. Ich meinerseits möchte schließen mit dem Wunsche, (…) daß die ruhigen Geister, deren es allzu viele in unserem immer noch schönen Heimatland [Südtirol] gibt, ein wenig unruhiger werden.“

„Am Abend seines Begräbnisses im Juli 1984 bin ich vom Friedhof in Sexten hinaufgegangen zum Hof der Gatterer. Er hatte mir oft von diesem Hof erzählt, so als wäre dieser Ort immer noch der Mittelpunkt seines Lebens. Wahrscheinlich war er's. Mir schien es ziemlich lang da hinauf, und ich begriff im Herzen, was bis dahin nur mein Kopf gewußt hatte: Wie unendlich weit der Weg gewesen war, den Claus Gatterer hatte zurücklegen müssen, damit wir ihm begegnen durften.“

„Er [Gatterer] war für mich von einer ganz eminenten Bedeutung bei der Formung meines Verständnisses von verantwortungsvollem, fairem und engagiertem Journalismus.“

„Eben weil Gatterer zutiefst davon überzeugt war, daß politische Fehler im Südtirol der Gegenwart nicht zuletzt das Ergebnis historischen Unwissens und Analphabetismus waren, bedeutete für ihn die Beschäftigung mit der Nationalitätenproblematik des alten Österreich, vor allem aber mit der Auseinandersetzung um die Autonomie des Trentino 1848–1914, die notwendige Voraussetzung zur Erarbeitung eines tragfähigen Modells von Autonomie heute. Um es mit seinen eigenen Worten zu sagen: ,Die Gegenwart muß – um der Zukunft willen – reparieren, was die Vergangenheit ruiniert und verpatzt hat.’“

„Ganz entscheidend war sein Engagement für die Kärntner Slowenen.(…) Man darf das nicht unterschätzen. Wir waren damals [1972] in einer Situation, wo die Kärntner Slowenen gedacht haben, sie werden im Rahmen des Ortstafelsturms wieder deportiert und es war Angst und Schrecken verbreitet und auf einmal kommt dann ein Mensch aus Südtirol (…) und sagt: ,Wie kann ich Ihnen helfen?‘ Sie müssen verstehen, dass das etwas war, mit dem hat niemand gerechnet, dann ist der Film herausgekommen, Gatterer hat Morddrohungen bekommen usw., aber die Slowenen haben gewusst, sie sind nicht allein. (…) Deswegen war Claus Gatterer in gewisser Beziehung ein Held für uns.“

„Claus Gatterer (…) dall’osservatorio della sua valle, crocevia di lingue e culture, ci ha raccontato il formarsi del nostro stato nazionale e il primo germogliare del federalismo europeo più e meglio di quanto non abbiano fatto schiere di studiosi nostrani. [Aus der Beobachtungsperspektive seines Tals, einem Kreuzungspunkt von Sprachen und Kulturen, hat uns Claus Gatterer die Entstehung unseres Nationalstaats und das erste Aufkeimen des europäischen Föderalismus erzählt, umfangreicher und besser als es Scharen unserer Forscher zu Wege brachten.]“

„Einem seiner großen Vorbilder, dem Sarden Emilio Lussu, schrieb Gatterer einst ins Stammbuch, er sei ein ,Ewig-Morgiger‘. Heute erklärt der Begriff die zeitlose Aktualität des damaligen Verfassers: Als Sucher und Vermittler des Essenziellen war Gatterer ein steter Wandler zwischen den Zeiten und bleibt als solcher auch jenen zugänglich, die ihn heute und morgen nur mehr vom Hörensagen kennen werden.“

## Auszeichnungen
- 1966: Theodor Körner Stipendium
- 1967: Dr.-Karl-Renner-Publizistikpreis
- 1969: Fernsehpreis der Österreichischen Erwachsenenbildung (zweiter Preis)
- 1970: Verleihung des Berufstitels Professor
- 1975: Dr.-Karl-Renner-Publizistikpreis (gemeinsam mit dem Team der Sendereihe teleobjektiv)
- 1976: Preis der Stadt Wien für Publizistik
- 1980: Preis der Südtiroler Presse zur Aussöhnung von Volksgruppen
- 1984: Dr.-Karl-Renner-Publizistikpreis (für das Lebenswerk, postum)
- 1984: Publizistikpreis des Slowenischen Zentrums in Wien (postum)

## Werke

### Bücher
- Unter seinem Galgen stand Österreich. Cesare Battisti – Porträt eines „Hochverräters“, Europa Verlag, Wien/Frankfurt/Zürich 1967.
- Im Kampf gegen Rom. Bürger, Minderheiten und Autonomien in Italien, Europa Verlag, Wien/Frankfurt/Zürich 1968.
- Schöne Welt, böse Leut. Kindheit in Südtirol, Verlag Fritz Molden, Wien/München 1969; in der 5. Aufl.: Folio Verlag Bozen und Wien, 2022, ISBN 978-3-85256-866-9.
- Erbfeindschaft Italien-Österreich, Europa Verlag, Wien/Frankfurt/Zürich. 1972.[13]

### Von Claus Gatterer ins Deutsche übersetzt und zum Teil kommentiert
- Milovan Djilas: Krieg, in: Die Exekution und andere Erzählungen. Piper Verlag, München 1966 (im Rahmen der Werkübersetzung von Reinhard Federmann).
- Emilio Lussu: Ein Jahr auf der Hochebene. Wiener Volksbuchhandlung für die Büchergilde Gutenberg, Wien/Frankfurt/Zürich 1968.
- Giulio Girardi: Marxismus und Christentum. Verlag Herder, Wien 1968 (mit Trautl Brandstaller).
- Angelo Tasca: Glauben, gehorchen, kämpfen: Aufstieg des Faschismus. Mit einem Beitrag von Ignazio Silone. Europa Verlag, Wien/Frankfurt/Zürich 1969.
- Emilio Lussu: Marsch auf Rom und Umgebung. Europa Verlag, Wien/Frankfurt/Zürich 1971;[13] Neuauflage 2022, Folio Verlag, Wien-Bozen, ISBN 978-3-85256-865-2.

### Bücher Gatterers in italienischer Übersetzung
- Cesare Battisti. Ritratto di un „alto traditore“. La Nuova Italia, Florenz 1975 (eigene Übersetzung mit inhaltlichen Ergänzungen).
- Italiani maledetti, maledetti austriaci: l'inimicizia ereditaria, Praxis 3, Bozen 1986 (übersetzt von Umberto Gandini).
- Bel paese, brutta gente. Romanzo autobiografico dentro le tensioni di una regione europea di confine, Praxis 3, Bozen 1989 (übersetzt von Pinuccia di Gesaro).
- In lotta contro Roma. Cittadini, minoranze e autonomie in Italia, Praxis 3, Bozen 1994 (übersetzt von Umberto Gandini).
- Impiccate il traditore. Cesare Battisti, a novant'anni dalla morte, Praxis 3, Bozen 2006 (überarbeitete Version der Eigenübersetzung Gatterers aus dem Jahr 1975, bearbeitet von Vincenzo Calì, Pinuccia di Gesaro und Luigi Sardi).[13]

### Postum veröffentlichte Texte Claus Gatterers
- Claus Gatterer: Aufsätze und Reden. Edition Raetia, Bozen 1991 (hrsg. von der Michael-Gaismair-Gesellschaft), ISBN 978-88-7283-003-1
- Claus Gatterer: Gedichte, Provinz Verlag, Brixen 2002.
- Ein Einzelgänger, ein Dachs vielleicht – Tagebücher 1974–1984, Edition Raetia, Bozen 2011 (hrsg. von Thomas Hanifle), ISBN 978-88-7283-361-2[13]

### Dokumentarfilme mit maßgeblicher Beteiligung Claus Gatterers
- 1969 – Menschen und Verträge. Südtirol: 50 Jahre nach Saint Germain, ORF (mit Albert Quendler).
- 1969 – Das Südtirol-Paket, ORF, Sendereihe: Report.
- 1970 – Neue Erde – Alte Menschheit. Die Welt 25 Jahre nach Hitler und Hiroshima, ORF, Sendereihe: Report – Das Zeitgeschehen (mit Wulf Flemming)
- 1972 – Kennst du das Land? Begegnung mit dem Italien der Krisen, ORF (mit Wulf Flemming; Ernst Grissemann und Xaver Schwarzenberger).
- 1972 – Die Slowenen in Kärnten, ORF, Sendereihe: Querschnitte.
- 1973 – Keraban der Starrkopf. Eine Reise nach Jules Verne durch rotes Biedermeier und dritte Welt, ORF, Sendereihe: Menschen und Kontinente (mit Robert Dornhelm und Karl Kofler).
- 1974 – Maramuresch. Bilder aus einer Welt die wir begraben, ORF/RTV, (mit Robert Dornhelm und Karl Kofler).
- 1975 – Kein Grund zum Pessimismus. Von der Moskauer Deklaration zum Staatsvertrag, ORF, Sendereihe: teleobjektiv (mit Peter Huemer und Helmut Qualtinger).
- 1978 – Der Doktor. Eine Fernsehdokumentation zum 60. Todestag von Victor Adler, ORF.
- 1979 – Südtirol. Neues Selbstbewusstsein, neue Krisen, ORF, Sendereihe: teleobjektiv.
- 1980 – Zeugen des Untergangs. Österreich-Ungarns letzter Krieg, ORF (mit Albert Quendler).
- 1981 – Stalins zweiter Tod. Von Ungarn 1956 bis Polen 1981, ORF, Sendereihe: teleobjektiv.
- 1983 – Die verspielte Demokratie. Die Ausschaltung des Nationalrates 1933, ORF, Sendereihe: teleobjektiv.
- 1984 – Geradewegs in den Krieg. 1938 von draußen gesehen, ORF, Sendereihe: teleobjektiv (produziert 1978).
- 1985 – Der Untergang eines Reiches: Österreich-Ungarn 1848–1918, ORF/RAI, vier Teile (bis 1984 Mitarbeit am Drehbuch von Claudio Bondì)[13]

## Verfilmungen
- Kurt Langbein/Thomas Hanifle: Claus Gatterer. „Im Zweifel auf Seiten der Schwachen“, ORF/RAI/BR-Alpha 2007.

## Radiobeiträge (Podcast)
- 1971 – Claus Gatterer: Wochenkommentar im Ö1-Mittagsjournal vom 3. Juni 1971 (Min 29–38), Archiv der Österreichischen Mediathek
- 1976 – Wolfgang Kos (Gestalter): Geschichten und Geschichte. Autobiographische Aussagen von Klaus Gatterer im ORF-Radiosender Ö1 vom 13. April 1976 (54 Min), Archiv der Österreichischen Mediathek
- 1984 – Franz Kössler: Nachruf auf den Journalisten und Historiker Prof. Claus Gatterer im Ö1-Mittagsjournal vom 28. Juni 1984 (Min 35–41), Archiv der Österreichischen Mediathek
- 2002 – Robert Weichinger (Gestalter): Chronisten – Reporter – Aufklärer. Ein Kanon des österreichischen Journalismus. Folge 8: Claus Gatterer, Ö1-Hörportraitreihe (5 min), Archiv der Österreichischen Mediathek